# レーヌミノル
レーヌミノル（欧字名:Reine Minoru、2014年4月24日 - ）は、日本の競走馬・繁殖牝馬。主な勝ち鞍は2017年の桜花賞、2016年の小倉2歳ステークス。

## 現役時代

### 2歳（2016年）
8月7日、小倉競馬場の2歳新馬でデビュー。鞍上には浜中俊を迎えた。単勝オッズは1.8倍と圧倒的な1番人気に支持を得た。レースでは3番手につけ、2着馬に1馬身3/4差つけてデビューを勝利で飾った。
2戦目は重賞初挑戦の小倉2歳ステークス。ここでも1番人気に支持された。レースは2番手で進め、早くも4コーナーで先頭に立つ。そして直線ではそのまま他馬をぐんぐん引き離し、最終的に2着馬ダイイチターミナルに6馬身差もの差を付けて重賞初制覇となった。
3戦目は京王杯2歳ステークスに出走。1番人気に支持されるも、函館2歳ステークスの2着馬モンドキャンノに差され2着。デビューからの3連勝とはならなかった。
その後は2歳GIの阪神ジュベナイルフィリーズに出走。良血馬ソウルスターリングや、数多くの重賞勝ち馬が出走し、レーヌミノルは3番人気となった。レースは5番手あたりに控えて進め直線に入るも、前にいたソウルスターリングを捉えられず、また外から追い込んできたリスグラシューにも交わされ3着となった。

### 3歳（2017年）
年明け初戦のクイーンカップに3番人気で出走。レースでは先頭を奪い逃げの格好となる。しかし最後の直線で粘るも残り100m地点で力尽き、4着となった。
続く桜花賞トライアルのフィリーズレビューでは、単勝オッズ1.8倍の圧倒的1番人気に推される。レースでは中団やや前につけ進めたが、第4コーナーから直線に入り先頭に立つ際、内に切れ込むように進路を取ったため、ジューヌエコールやフラウティスタの進路が狭くなる事態となった。レースはレーヌミノル先頭のまま粘るも外から追い込んできたカラクレナイに差され2着に終わった。しかし桜花賞への優先出走権は獲得した。レース後、審議にはならなかったものの、騎乗した浜中俊は8日間の騎乗停止処分が課せられた。
迎えた牝馬三冠の一冠目、桜花賞では新たに池添謙一を背に出走。ソウルスターリングが単勝オッズ1.4倍の圧倒的1番人気に推される中、レーヌミノルは40.8倍の8番人気にとどまる。レースでは5番手あたりで進めて迎えた最後の直線では、残り200mあたりで前の馬を捉え先頭に立ち、追い込んでくるソウルスターリングやリスグラシューをしのいでゴール。GI初制覇を飾った。
次走については、レーヌミノルは短距離戦しか使われてこなかったため、桜花賞後に1600mのNHKマイルカップと2400mのオークスのどちらに出走するか定かではなったものの、4月15日に引き続き池添謙一騎乗でオークスに向かうことが明らかにされた。
迎えた二冠のかかる優駿牝馬（オークス）では、距離不安がささやかれ、桜花賞馬ながら4番人気にとどまる。レースでは中団やや前外側を追走。最終コーナーで前目にポジションをあげると、最後の直線では外から前方進出を図る。しかしやはり距離不安が的中する形で、勝ったソウルスターリングから2.1秒離された13着に敗れ、桜花賞との二冠は達成ならなかった。
秋初戦には秋華賞トライアルのローズステークスに出走。レーヌミノル自身は桜花賞馬であるにもかかわらず、牝馬ながら皐月賞に挑戦し7着のファンディーナ、オークス2着のモズカッチャン、桜花賞2着のリスグラシューに次ぐ4番人気の支持だった。レースは中団前で1番人気ファンディーナをマークし進め、最終コーナーで進出。しかしそこから伸びず9着に敗れた。本番の秋華賞では道悪馬場がこたえて見せ場なく14着と惨敗。その後、距離を短縮して挑んだマイルチャンピオンシップでは4着と掲示板に載るも、年末の阪神カップでは7着に終わった。

### 4歳（2018年） - 5歳（2019年）
4歳以降は惨敗を繰り返すレースが続き、5歳となった2019年2月の京都牝馬ステークス11着を最後に現役を引退した。

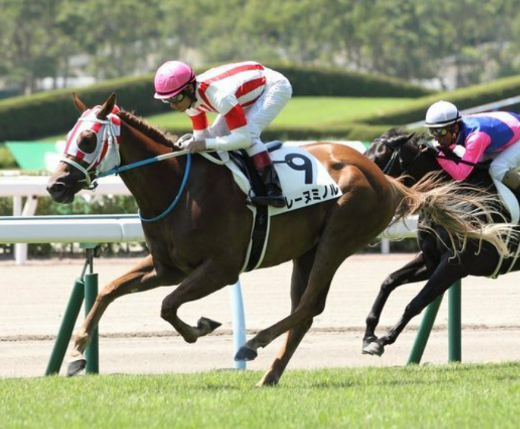
2016年2歳新馬
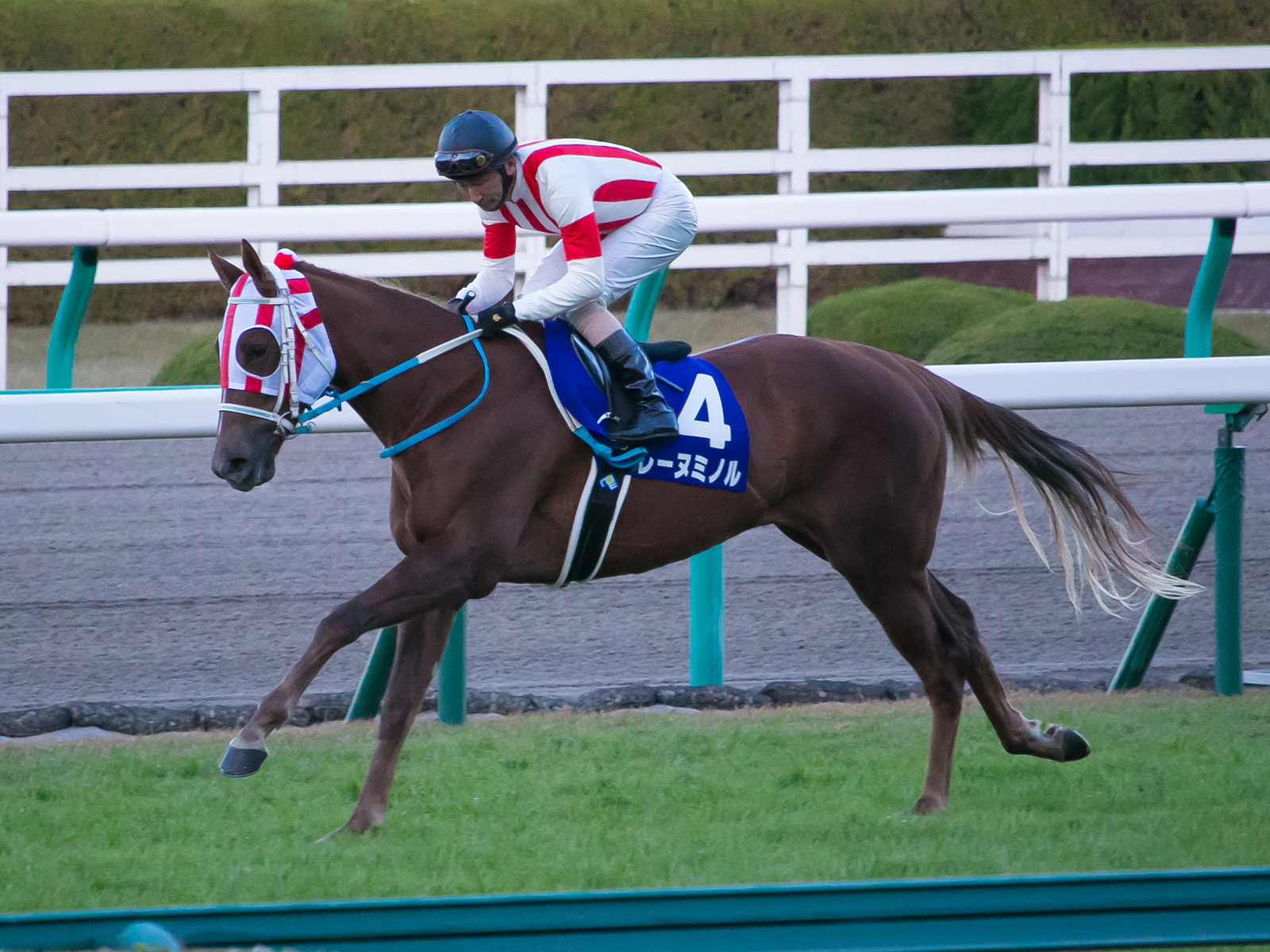
2016年阪神JF
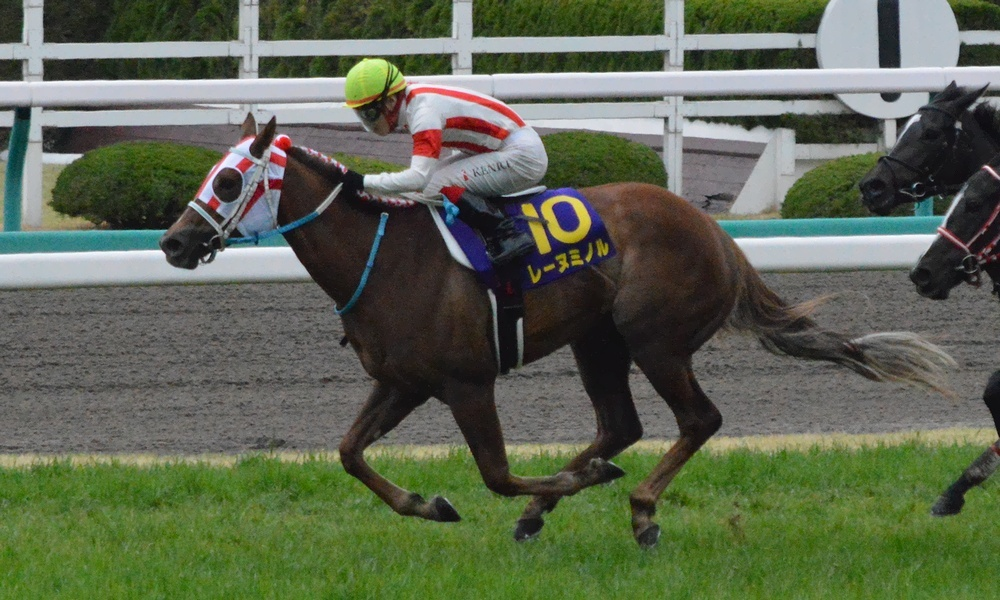
2017年桜花賞

## 引退後
引退後は生まれ故郷のフジワラファームで繁殖牝馬となり、2020年3月20日にリオンディーズを父に持つ初仔、牝馬を出産した。
|       | 馬名               | 誕生年 | 性 | 毛色   | 父                       | 馬主               | 厩舎                                           | 戦績            | 主な勝ち鞍 | 出典   |
| ----- | ------------------ | ------ | -- | ------ | ------------------------ | ------------------ | ---------------------------------------------- | --------------- | ---------- | ------ |
| 初仔  | コットンキャンディ | 2020年 | 牝 | 青毛   | リオンディーズ           |                    |                                                | 未出走（繁殖）  |            | [ 20 ] |
| 2番仔 | グローリアミノル   | 2021年 | 牡 | 黒鹿毛 | ブリックスアンドモルタル | 吉岡實 →吉岡輝美   | 美浦・中舘英二 →北海道・米川昇 →兵庫・新井隆太 | 12戦2勝（現役） |            | [ 21 ] |
| 3番仔 | エンジェルブリーズ | 2022年 | 牝 | 栗毛   | エピファネイア           | フジワラ・ファーム | 美浦・中館英二                                 | 1戦1勝（現役）  |            | [ 22 ] |
| 4番仔 | テンユウ           | 2023年 | 牡 | 鹿毛   | サートゥルナーリア       | 井山登             | 美浦・奥村武                                   | デビュー前      |            | [ 23 ] |
| 5番仔 | レーヌミノルの2024 | 2024年 | 牡 | 鹿毛   | サートゥルナーリア       |                    |                                                | デビュー前      |            |        |

- 情報は、2025年4月11日現在[24]。

## 競走成績
以下の内容は、netkeiba.comの情報の基づく。
| 競走日     | 競馬場 | 競走名             | 格   | 距離（馬場）  | 頭 数 | 枠 番 | 馬 番 | オッズ （人気） | 着順 | タイム （上がり3F） | 着差 | 騎手      | 斤量 [kg] | 1着馬（2着馬）         | 馬体重 [kg] |
| ---------- | ------ | ------------------ | ---- | ------------- | ----- | ----- | ----- | --------------- | ---- | ------------------- | ---- | --------- | --------- | ---------------------- | ----------- |
| 2016.08.07 | 小倉   | 2歳新馬            |      | 芝1200m（良） | 10    | 8     | 9     | 001.80（1人）   | 01着 | R1:09.3（35.4）     | -0.3 | 0浜中俊   | 54        | （メイショウルーシー） | 458         |
| 0000.09.04 | 小倉   | 小倉2歳S           | GIII | 芝1200m（良） | 15    | 3     | 4     | 003.90（1人）   | 01着 | R1:08.0（34.6）     | -1.0 | 0浜中俊   | 54        | （ダイイチターミナル） | 464         |
| 0000.11.05 | 東京   | 京王杯2歳S         | GII  | 芝1400m（良） | 13    | 6     | 8     | 002.00（1人）   | 02着 | R1:22.0（33.7）     | -0.1 | 0浜中俊   | 54        | モンドキャンノ         | 466         |
| 0000.12.11 | 阪神   | 阪神JF             | GI   | 芝1600m（良） | 18    | 2     | 4     | 006.90（3人）   | 03着 | R1:34.5（35.2）     | -0.5 | 0蛯名正義 | 54        | ソウルスターリング     | 462         |
| 2017.02.11 | 東京   | クイーンC          | GIII | 芝1600m（良） | 16    | 4     | 8     | 004.60（3人）   | 04着 | R1:33.7（34.6）     | -0.5 | 0浜中俊   | 55        | アドマイヤミヤビ       | 468         |
| 0000.03.12 | 阪神   | フィリーズレビュー | GII  | 芝1400m（良） | 18    | 7     | 15    | 001.80（1人）   | 02着 | R1:21.1（35.0）     | -0.1 | 0浜中俊   | 54        | カラクレナイ           | 468         |
| 0000.04.09 | 阪神   | 桜花賞             | GI   | 芝1600m（稍） | 17    | 5     | 10    | 040.80（8人）   | 01着 | R1:34.5（35.4）     | -0.1 | 0池添謙一 | 55        | （リスグラシュー）     | 466         |
| 0000.05.21 | 東京   | 優駿牝馬           | GI   | 芝2400m（良） | 18    | 7     | 13    | 010.40（4人）   | 13着 | R2:26.2（35.8）     | -2.1 | 0池添謙一 | 55        | ソウルスターリング     | 468         |
| 0000.09.17 | 阪神   | ローズS            | GII  | 芝1800m（良） | 18    | 5     | 10    | 007.50（4人）   | 09着 | R1:46.3（34.9）     | -0.8 | 0池添謙一 | 54        | ラビットラン           | 474         |
| 0000.10.15 | 京都   | 秋華賞             | GI   | 芝2000m（重） | 18    | 6     | 12    | 030.6（10人）   | 14着 | R2:02.8（38.8）     | -2.6 | 0池添謙一 | 55        | ディアドラ             | 478         |
| 0000.11.19 | 京都   | マイルCS           | GI   | 芝1600m（稍） | 18    | 5     | 9     | 046.5（10人）   | 04着 | R1:34.0（35.0）     | -0.2 | 0和田竜二 | 54        | ペルシアンナイト       | 472         |
| 0000.12.23 | 阪神   | 阪神C              | GII  | 芝1400m（良） | 18    | 3     | 5     | 007.10（4人）   | 07着 | R1:20.1（34.4）     | -0.6 | 0和田竜二 | 54        | イスラボニータ         | 480         |
| 2018.03.03 | 中山   | オーシャンS        | GIII | 芝1200m（良） | 16    | 8     | 15    | 005.10（2人）   | 06着 | R1:08.4（34.7）     | -0.1 | 0和田竜二 | 55        | キングハート           | 474         |
| 0000.03.25 | 中京   | 高松宮記念         | GI   | 芝1200m（良） | 18    | 7     | 13    | 019.30（7人）   | 07着 | R1:08.8（34.6）     | -0.3 | 0和田竜二 | 55        | ファインニードル       | 480         |
| 0000.05.13 | 東京   | ヴィクトリアマイル | GI   | 芝1600m（稍） | 18    | 3     | 5     | 022.70（9人）   | 10着 | R1:33.1（34.5）     | -0.8 | 0和田竜二 | 55        | ジュールポレール       | 478         |
| 0000.06.03 | 東京   | 安田記念           | GI   | 芝1600m（良） | 16    | 3     | 6     | 146.7（15人）   | 12着 | R1:32.5（35.3）     | -1.2 | 0和田竜二 | 56        | モズアスコット         | 480         |
| 0000.10.27 | 京都   | スワンS            | GII  | 芝1400m（良） | 11    | 6     | 6     | 012.40（3人）   | 07着 | R1:22.2（36.2）     | -0.7 | 0和田竜二 | 54        | ロードクエスト         | 492         |
| 0000.11.18 | 京都   | マイルCS           | GI   | 芝1600m（良） | 18    | 6     | 12    | 216.7（15人）   | 18着 | R1:34.6（34.8）     | -1.3 | 0四位洋文 | 55        | ステルヴィオ           | 496         |
| 0000.12.22 | 阪神   | 阪神C              | GII  | 芝1400m（稍） | 16    | 6     | 12    | 077.4（14人）   | 13着 | R1:22.9（36.6）     | -1.8 | 0和田竜二 | 55        | ダイアナヘイロー       | 496         |
| 2019.02.16 | 京都   | 京都牝馬S          | GIII | 芝1400m（良） | 17    | 3     | 5     | 065.8（12人）   | 11着 | R1:22.1（35.4）     | -1.1 | 0松田大作 | 55        | デアレガーロ           | 500         |

## 血統表
| レーヌミノルの血統                 | レーヌミノルの血統                                            | レーヌミノルの血統                 | （血統表の出典）                   | （血統表の出典） |
| 父系                               | サンデーサイレンス系（ヘイロー系）                            | サンデーサイレンス系（ヘイロー系） | サンデーサイレンス系（ヘイロー系） | [ § 2 ]          |
| 父 ダイワメジャー 2001 栗毛 日本   | 父の父*サンデーサイレンス Sunday Silence 1986 青鹿毛 アメリカ | Halo                               | Hail to Reason                     | Hail to Reason   |
| 父 ダイワメジャー 2001 栗毛 日本   | 父の父*サンデーサイレンス Sunday Silence 1986 青鹿毛 アメリカ | Halo                               | Cosmah                             |                  |
| 父 ダイワメジャー 2001 栗毛 日本   | 父の父*サンデーサイレンス Sunday Silence 1986 青鹿毛 アメリカ | Wishing Well                       | Understanding                      | Understanding    |
| 父 ダイワメジャー 2001 栗毛 日本   | 父の父*サンデーサイレンス Sunday Silence 1986 青鹿毛 アメリカ | Wishing Well                       | Mountain Flower                    |                  |
| 父 ダイワメジャー 2001 栗毛 日本   | 父の母スカーレットブーケ 1988 栗毛 日本                       | *ノーザンテースト Northern Taste   | Northern Dancer                    | Northern Dancer  |
| 父 ダイワメジャー 2001 栗毛 日本   | 父の母スカーレットブーケ 1988 栗毛 日本                       | *ノーザンテースト Northern Taste   | Lady Victoria                      |                  |
| 父 ダイワメジャー 2001 栗毛 日本   | 父の母スカーレットブーケ 1988 栗毛 日本                       | *スカーレットインク Scarlet Ink    | Crimson Satan                      | Crimson Satan    |
| 父 ダイワメジャー 2001 栗毛 日本   | 父の母スカーレットブーケ 1988 栗毛 日本                       | *スカーレットインク Scarlet Ink    | Consentid                          |                  |
| 母 ダイワエンジェル 2000 栗毛 日本 | 母の父*タイキシャトル Taiki Shuttle 1994 栗毛 アメリカ        | Devil's Bag                        | Halo                               | Halo             |
| 母 ダイワエンジェル 2000 栗毛 日本 | 母の父*タイキシャトル Taiki Shuttle 1994 栗毛 アメリカ        | Devil's Bag                        | Ballade                            |                  |
| 母 ダイワエンジェル 2000 栗毛 日本 | 母の父*タイキシャトル Taiki Shuttle 1994 栗毛 アメリカ        | *ウェルシュマフィン Welsh Muffin   | Caerleon                           | Caerleon         |
| 母 ダイワエンジェル 2000 栗毛 日本 | 母の父*タイキシャトル Taiki Shuttle 1994 栗毛 アメリカ        | *ウェルシュマフィン Welsh Muffin   | Muffitys                           |                  |
| 母 ダイワエンジェル 2000 栗毛 日本 | 母の母プリンセススキー 1985 鹿毛 日本                         | *ロイヤルスキー Royal Ski          | Raja Baba                          | Raja Baba        |
| 母 ダイワエンジェル 2000 栗毛 日本 | 母の母プリンセススキー 1985 鹿毛 日本                         | *ロイヤルスキー Royal Ski          | Coz o'Nijinsky                     |                  |
| 母 ダイワエンジェル 2000 栗毛 日本 | 母の母プリンセススキー 1985 鹿毛 日本                         | ギフトプリンセス                   | *テスコボーイ                      | *テスコボーイ    |
| 母 ダイワエンジェル 2000 栗毛 日本 | 母の母プリンセススキー 1985 鹿毛 日本                         | ギフトプリンセス                   | ヤマトタチバナ                     |                  |
| 母系(F-No.)                        | (FN:2-c)                                                      | (FN:2-c)                           | (FN:2-c)                           | [ § 3 ]          |
| 5代内の近親交配                    | Halo 3×4=18.75%                                               | Halo 3×4=18.75%                    | Halo 3×4=18.75%                    | [ § 4 ]          |
| 出典                               | 1. 2. 3. 4.                                                   | 1. 2. 3. 4.                        | 1. 2. 3. 4.                        | 1. 2. 3. 4.      |